# 이스마일 엘 하드다드
이스마일 엘 하드다드 (إسماعيل الحداد, Ismail El Haddad, 1990년 8월 3일 ~ )는 모로코 축구 선수이며, 현재 알코르 SC 소속이다. 주 포지션은 윙어이다. .

1. ↑  “I. El Haddad”. Soccerway. 2016년 8월 5일에 확인함.